# Gunwi-eup
Gunwi-eup (koreanska: 군위읍) är en köping  i kommunen Gunwi-gun i provinsen Norra Gyeongsang, i den centrala delen av Sydkorea, 210 km sydost om huvudstaden Seoul. Det är den administrativ huvudorten i kommunen.